# Cristallo di Lotario
Il cristallo di Lotario (in inglese: Lothair Crystal), anche noto come cristallo di Susanna (Susanna Crystal), è una gemma incisa proveniente dalla Lotaringia, una regione dell'Europa nordoccidentale nell'Alto Medioevo. Raffigura delle scene della storia biblica di Susanna e si data tra l'855 e l'869. Il cristallo di Lotario fa parte delle collezioni del British Museum.

## Storia
Non si sa nulla della storia del cristallo di Lotario prima del decimo secolo. Intorno a quest'epoca, fu dato in pegno da un conte a un canonico di Reims in cambio di un cavallo. Allora il canonico negò di possedere il cristallo, ma in seguito questo fu scoperto in suo possesso quando il canonico fu portato via dalla cattedrale quando fu incendiata. Come penitenza, egli fondò l'abbazia di Waulsort (nell'odierno Belgio), dove il cristallo si conservò fino al diciottesimo secolo. Durante quel periodo, venne utilizzato dagli abati per allacciare il piviale durante la messa.
Nel 1793, le forze rivoluzionarie francesi saccheggiarono Waulsort e gettarono il cristallo nel fiume Mosa, rompendolo probabilmente durante il processo. Nel diciannovesimo secolo fu rubato e vennero presi i suoi gioielli. Riapparve presso un mercante belga, che diceva di averlo recuperato dal letto del fiume e lo vendette a un collezionista francese per dodici franchi. Passò al politico liberale britannico Ralph Bernal, che per averlo pagò dieci sterline. Nel 1855 fu acquistato per 267 sterline da Augustus Wollaston Franks su incarico del Museo Britannico a un'asta della collezione di Bernal da Christie's.
Il cristallo di Lotario fu l'oggetto numero 53 nel programma del 2010 della BBC Radio 4 A History of the World in 100 Objects, assieme ad altri scelti e presentati dal direttore del Museo Britannico, Neil MacGregor.

## Descrizione

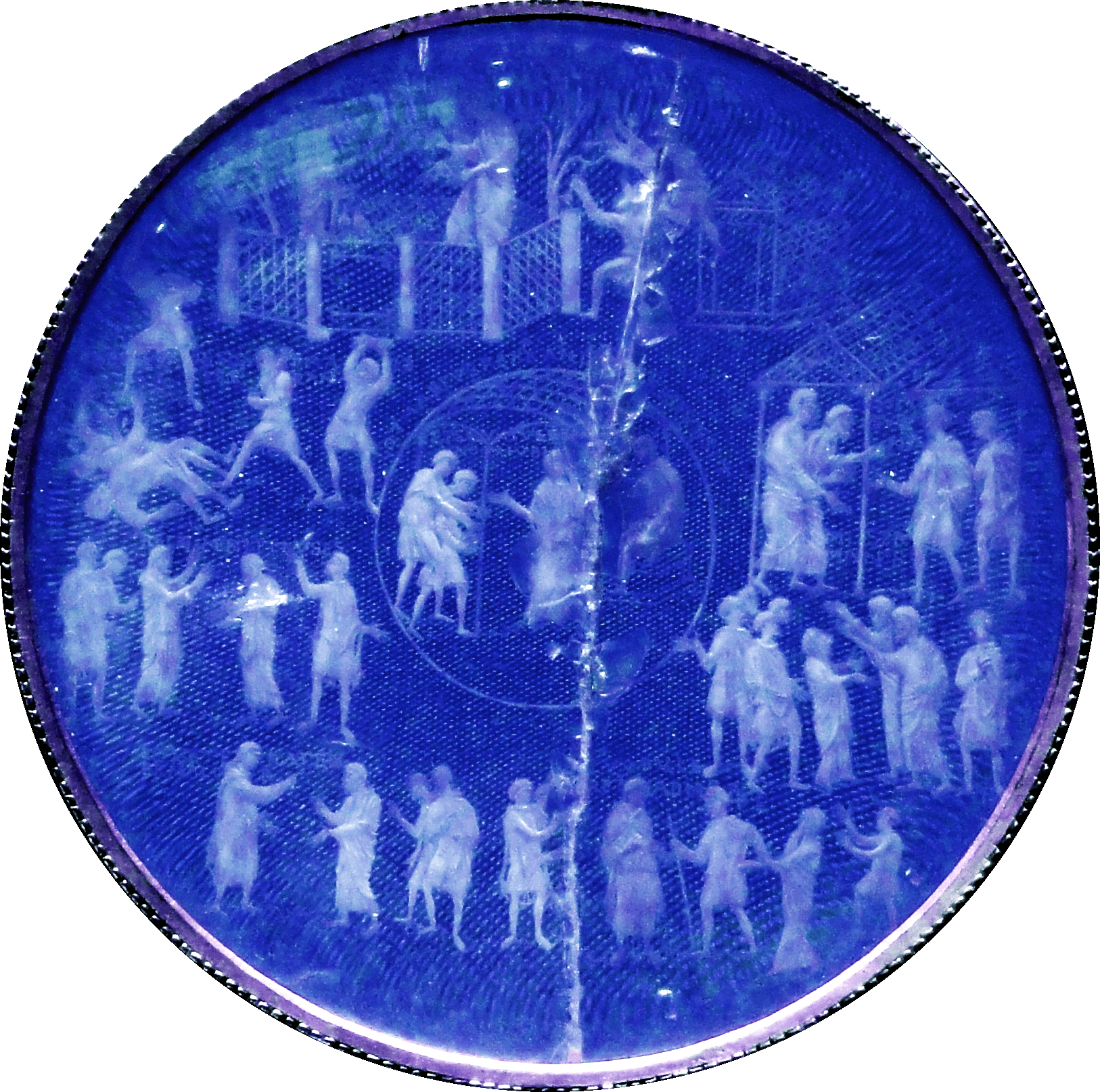
Un dettaglio delle incisioni.

L'elemento originale dell'opera è un disco circolare di quarzo chiaro ("cristallo di rocca") che misura 11,5 centimetri di diametro. È inciso tramite l'intaglio con otto scene che raffigurano la storia di Susanna e i vecchioni, raccontata nel libro di Daniele (anche se è considerata apocrifa dai protestanti). Susanna viene mostrata dapprima mentre viene accusata falsamente e condannata per adulterio dai vecchioni. Daniele interviene per interrogare i vecchioni, scopre la loro falsa testimonianza e ne organizza l'esecuzione tramite la lapidazione. Nella scena finale, Susanna viene dichiarata innocente. Le scene sono accompagnate da delle brevi iscrizioni in latino tratte dalla Vulgata.
Le incisioni nel cristallo sono realizzate nello stile che si sviluppò nella Reims altomedievale, energico e di ispirazione caratteristica romana, che ebbe origine nei disegni sui manoscritti come quelli del Salterio di Utrecht. Il cristallo è circondato da una cornice di rame dorato del quindicesimo secolo con un bordo di fogliame, che in passato si era attribuita addirittura a Sant'Eligio (588 circa-660), il santo patrono degli orefici.

## Datazione
Nel cristallo c'è scritto LOTHARIVS REX FRANCORVM IVSSIT ("Lotario, re dei Franchi, ordinò [che venisse fatto questo]"), forse riferendosi a Lotario II. Lotario I definiva sé stesso "imperatore" (imperator), mentre il suo figlio e successore si chiamava solo "re" (rex), come fece il proprietario del cristallo; pertanto è probabile che fu creato ai tempi di Lotario II, probabilmente intorno alla metà del IX secolo, facendone un esempio tardivo dell'arte carolingia.

## Interpretazione
Il cristallo fa parte di un piccolo numero di gemme carolinge incise create per i circoli intorno alla corte, benché se la sua forma non assomigli molto ad alcuna delle altre. Una gemma con il ritratto di Lotario che era probabilmente il suo sigillo personale fu collocata cento anni dopo la sua morte nella croce processionale di Lotario nella cattedrale di Aquisgrana. È stata avanzata una serie di interpretazione sulla funzione del cristallo così come sul suo significato nella corte lotaringia; il suo significato non è chiaro ed è stato oggetto di controversie tra gli accademici.
Il tema del cristallo può suggerire che era inteso per essere mostrato nella corte come un simbolo del ruolo del re nell'amministrare la giustizia. Il suo disegno potrebbe essere un'allusione alla pettorina di giustizia indossata dal sommo sacerdote ebreo (Kohen Gadol). Secondo questa interpretazione, il cristallo potrebbe essere stato realizzato per mostrare visivamente la responsabilità del governante nel fornire la giustizia, usando un parallelismo biblico per esortare a sostenere l'ideale del governo saggio esemplificato dai re giusti dell'Antico Testamento. In alternativa, il tema del cristallo simboleggia una relazione idealizzata tra la Chiesa e lo stato, con Susanna che rappresenta la Chiesa che è protetta dai suoi nemici grazie alle decisioni giuste del governante.
Valerie Flint sostenne che il cristallo ha a che fare con il divorzio amaro di Lotario e della moglie Teoberga, che egli accusò di commettere un incesto e di praticare un aborto. Rappresenterebbe una protesta di una sposa accusata falsamente di un crimine sessuale, e il tipo di cristallo di rocca con il quale è realizzato era usato dai Franchi come un amuleto. Flint ipotizza che il cristallo sia stato ideato nell'865, quando Lotario ebbe una riconciliazione temporale con sua moglie, per servire tanto come un rimprovero al re per la sua condotta, quanto come un talismano per proteggere dal male la coppia reale.